# Grammitis nigrocincta
Grammitis nigrocincta är en stensöteväxtart som beskrevs av Arthur Hugh Garfit Alston. Grammitis nigrocincta ingår i släktet Grammitis och familjen Polypodiaceae. Inga underarter finns listade.